# دانشگاه آسیا (ژاپن)
دانشگاه آسیا (انگلیسی: Asia University) یک دانشگاه خصوصی در موساشینو، توکیو است. در این دانشگاه رشته‌های مدیریت اجرایی کسب و کار، علم اقتصاد، حقوق، روابط بین‌الملل و نوآوری شهری ارائه می‌شود. 